# كيفن كوني
كيفن كوني (بالإنجليزية: Kevin Cooney)‏ هو لاعب كرة قاعدة أمريكي، ولد في 12 أغسطس 1950 في نيوجيرسي في الولايات المتحدة.